# Turó de la Portella d'Ogassa
El Turó de la Portella d'Ogassa és una muntanya de 1.902 metres que es troba entre els municipis d'Ogassa i de Pardines, a la comarca catalana del Ripollès.